# Костел Михайла Архангела (Дембно)
Костел Михайла Архангела в Дембно — готична дерев'яна церква, побудована в XV столітті в польському селі Дембно (нині Новотарзький повіт Малопольського воєводства). Разом з рядом інших церков входить до складу пам'ятки всесвітньої спадщини ЮНЕСКО «Дерев'яні церкви на півдні Малої Польщі».
Перший костел в Дембно, швидше за все, був побудований в XIII столітті. Нинішня церква була споруджена в другій половині XV століття на місці храму більш ранньої споруди. Шатрова дзвіниця була прибудована в 1601 році. Костел в Дембно є одним з найбільш добре збережених дерев'яних готичних храмів в Польщі і розглядається як пам'ятка Польщі міжнародного значення (номінований на звання одного з семи чудес Польщі).
Дерев'яний костел побудований з модрини без єдиного цвяха, кріплення з дерев'яних клинів. Шатровий двосхилий дах покритий дранкою. В архітектурі споруди зберігається зв'язок з народною архітектурою. Пресвітерій костелу орієнтований на схід. Храм зберігає свою оригінальну структуру, в інтер'єрі збереглася унікальний пізньоготичний трафаретний розпис. У вівтарі храму - копія написаної на дереві ікони XIII століття (оригінал знаходиться в Вавельському замку в Кракові). Крім того, в костелі знаходяться пізньоготичний триптих початку XVI століття, що датується 1380 роком, хрест, табернакль початку XIV століття, ксилофон XV століття. Через високу пожежну небезпеку в костел не проведено електрику, зсередини його освітлюють тільки маленькі лампадки. На фасаді зберігся консекраційний хрест.
Костел Михайла Архангела в Дембно - найстаріша споруда з дерев'яним поліхромним інтер'єром в Європі. Костел вважається одним з найстаріших споруд подібного типу в Польщі, після вежі костелу Святого Михайла Архангела в Бінарові.

## Реставраційні роботи
Церква пройшла ретельну реставрацію, включаючи збереження фрезерних прикрас в 1933-1935 рр. 
	Комплексна програма збереження була проведена в 1958-1963 роках. Станом на 2003 рік ведеться робота по відновленню першопочаткового стану стін. 
	У 1999 році всеосяжні дослідження, що фінансуються Фондом всесвітніх пам'ятників, встановили поточний стан пам'ятника. Цю роботу вела група фахівців з кафедри Російської Федерації Збереження та відновлення творів мистецтва Академії образотворчих мистецтв у Кракові. Відповідно до звіту цієї команди, пам'ятник зберігся в хорошому стані.
	 Ці дослідження були продовжені у першій половині 2000 року.
В даний час не передбачається внесення суттєвих змін у політику, що стосується церкви, оскільки сучасний спосіб захисту пам'ятника вважається найбільш придатним і не потребує будь-якого корекції.